# كاليب جونز
كاليب جونز (بالإنجليزية: Caleb Jones)‏ هو سياسي أمريكي، ولد في 9 يناير 1980. حزبياً، نشط في الحزب الجمهوري. وقد انتخب عضو مجلس نواب ولاية ميسوري.